# أورلاندو غاريدو
أورلاندو غاريدو هو لاعب كرة مضرب كوبي، ولد في 4 فبراير 1924.

## وصلات خارجية
- أورلاندو غاريدو على موقع أوليمبيديا (الإنجليزية)